# Supermarine Scimitar
Il Supermarine Scimitar era un cacciabombardiere imbarcato bimotore ad ala media a freccia, dell'azienda britannica Supermarine Aviation Works, prodotto dalla seconda metà degli anni cinquanta ed impiegato dalla Fleet Air Arm della Royal Navy.

## Storia

### Sviluppo
Quello che in seguito fu destinato ad essere battezzato Scimitar nacque da uno studio di massima del 1945, redatto quando l'Ammiragliato britannico si era cimentato nella valutazione di un'idea alquanto peregrina: realizzare portaerei con ponte di volo in materiale flessibile per far appontare su di esse aeroplani senza carrello. Questa soluzione non ebbe seguito, ma la Royal Navy richiese ugualmente un nuovo aereo da combattimento imbarcato con la specifica N.9/47 per succedere ai de Havilland Sea Vampire e Supermarine Attacker e quale alternativa in caso di fallimento dell'Hawker Sea Hawk.
La risposta della Supermarine fu il Type 508, che vinse il concorso e fu ordinato in tre prototipi, secondo le specifiche NR/A.17 e N.9/47 dell'aprile 1947; il primo volò per la prima volta il 31 agosto 1951 a Boscombe Down ai comandi del tenente M.J.Lithgow. Il progetto prevedeva due potenti turbogetto Rolls-Royce Avon RA.3 da 2 950 kg/s, affiancati ai lati di una fusoliera dalla sezione consistente, un'ala dritta di allungamento contenuto ed impennaggi a farfalla. Il prototipo completò con successo le prove di appontaggio sulla portaerei HMS Eagle nel maggio 1952, e solo il 29 agosto dello stesso anno fu affiancato dal secondo prototipo, ridesignato Type 529 in quanto presentava svariate modifiche e montava il previsto armamento di quattro cannoni ADEN da 30 mm. Il 2 dicembre 1953 compì un atterraggio di emergenza e non fu più riparato.
In realtà, prima ancora che uscisse di fabbrica il prototipo iniziale, la Royal Navy aveva richiesto tante e tali variazioni da dare vita a una nuova specifica, la N.113, che prevedeva prestazioni nettamente più elevate come velocità supersonica in picchiata, raggio d'azione di 407 km senza ricorrere a serbatoi ausiliari, compatibilità con missili aria-aria. Basandosi sui Type 508 e 529, la Supermarine presentò il Type 544 e all'inizio del 1951 ottenne un ordine per tre prototipi, secondo la specifica N.113D, cui fece seguito nel dicembre 1952 la richiesta di 100 macchine di serie, secondo la specifica N.113P. Nello stesso momento fu richiesto che il terzo prototipo del primo ordine fosse completato come Type 525, in una configurazione il più possibile vicina a quella del Type 544. Questo volò a Boscombe Down il 27 aprile 1954, pilotato da Lithgow.
Si trattava di una macchina realmente diversa, con un'ala a freccia di 45°, piani di coda di disegno tradizionale e due grandi freni aerodinamici lungo il ventre della fusoliera, in prossimità del bordo d'attacco della radice alare. Il Type 525 eseguì quasi completamente l'inviluppo di volo previsto e, in particolare, fu impiegato per la messa a punto del sistema di "soffiatura" degli ipersostentatori mediante aria compressa prelevata dai compressori dei due motori, ottenendo un abbassamento della velocità di stallo del 10-12%; si trattava della prima esperienza inglese di questa soluzione. Questo prototipo andò distrutto, nel corso di un collaudo, il 5 luglio 1955.
Il 14 gennaio 1956 uscì di fabbrica il Type 544, che volò il 20 gennaio, sempre dal centro sperimentale di Boscombe Down e pilotato da Lithgow. Il Type 544, che assumerà la denominazione ufficiale di Scimitar, era corrispondente alla specifica N.113D, cui fece seguito entro l'anno il secondo esemplare, che ne differiva per l'impianto di "soffiatura" degli ipersostentatori, e il terzo. Rispetto al prototipo dimostratore Type 525, il Type 544 si differenziava per la fusoliera disegnata secondo la regola delle aree di Whitcomb, pur mantenendo i due motori affiancati, per l'abitacolo riprogettato, il diverso disegno del muso e una lunga pinna di raccordo alla base della deriva. I primi appontaggi e decolli, si svolsero tra l'aprile del 1956 e il luglio 1957 sulla HMS Ark Royal, e il primo Scimitar F Mk.1 di serie volò l'11 gennaio 1957.Nel corso dello stesso anno, l'aereo fu presentato al Salone internazionale dell'aeronautica e dello spazio di Parigi-Le Bourget e subito dopo, in agosto, fu assegnato alla No. 700X Trials Flight, sulla pista di Ford, dove la Fleet Air Arm poté iniziare la valutazione operativa del suo primo cacciabombardiere supersonico in picchiata ed in grado di impiegare armamento nucleare.

### Impiego operativo
Il primo reparto operativo equipaggiato di Scimitar il 3 giugno 1958 fu il No. 803 Squadron di Lossiemouth, che con essi sostituì i Sea Hawk e compì il primo turno di imbarco sulla HMS Victorious da settembre. La produzione dello Scimitar fu tagliata a soli 76 esemplari, l'ultimo dei quali fu consegnato nel settembre 1966; furono comunque svariati i reparti che se ne servirono, tutti sulla base di Lossiemouth: No. 736 Squadron, No.764B, No.800, No.800B, No.804, No.807 e la Fleet Requirements Unit di Hurn. Anche altri organismi, comunque, vennero a contatto con lo Scimitar:l'A&AEE di Boscombe Down, il RAE di Bedford, la Maintenance Test Pilots School di Brawdy, il centro di manutenzione RNAY di Fleetlands, l'Aircraft Holding Unit di Lossiemouth e la Navy Air Support Unit di Brawdy. L'attività operativa dello Scimitar terminò nel novembre 1965 e intorno al 1969 tutti gli aerei di questo tipo sparirono anche dall'impiego sperimentale; alcune cellule ebbero uso didattico o servirono come bersagli in poligono fino al 1973. Lo Scimitar segnò il declino della Supermarine, che nel 1960 confluì nella BAC; tuttavia, il suo staff tecnico, pur avendo continuato inutilmente a proporre versioni evolute dello Scimitar, poté mettersi in luce nell'attività svolta per i programmi TSR.2 e AFVG dando, in definitiva, un suo contributo al Tornado.

## Descrizione tecnica

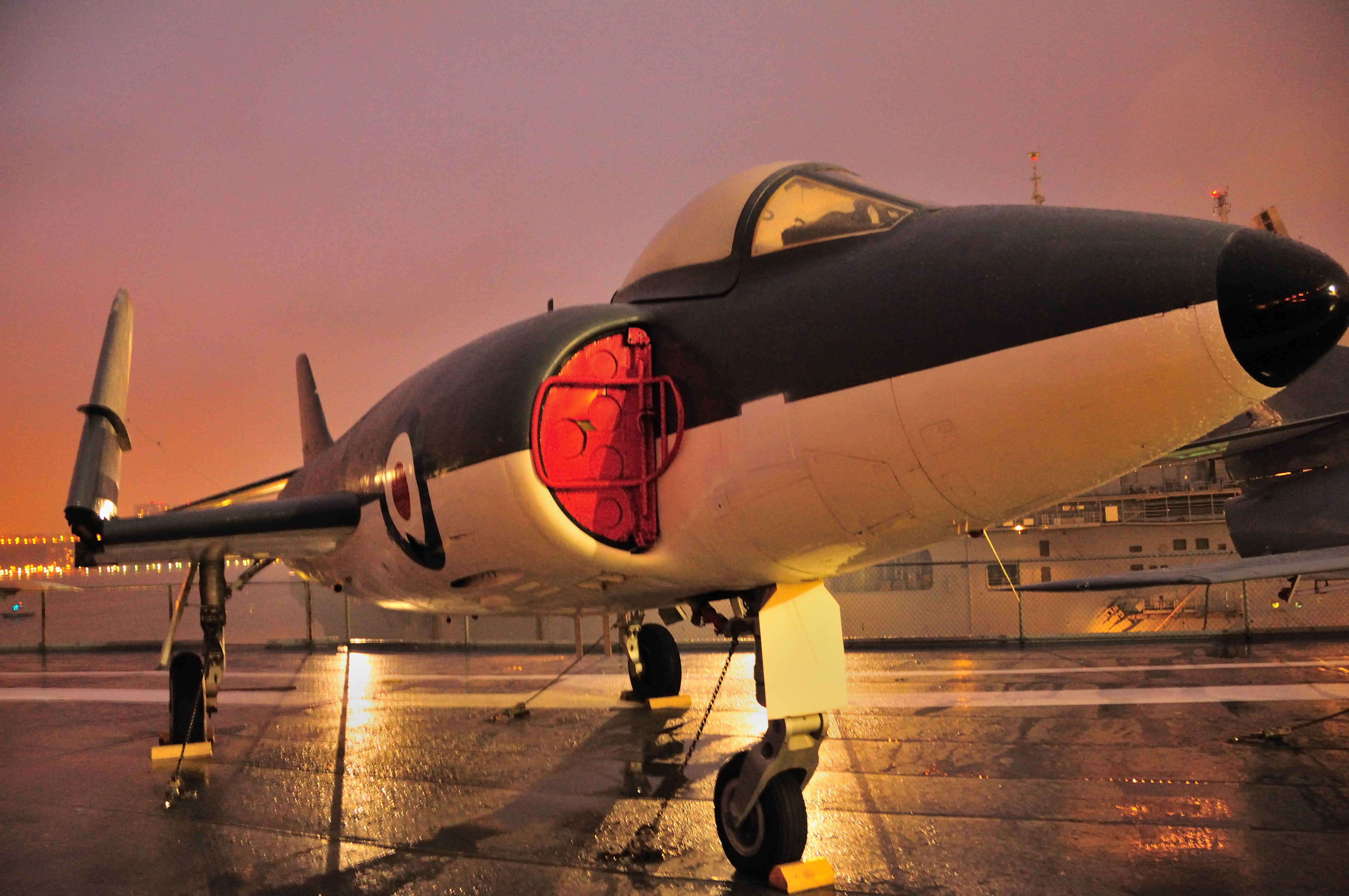
Lo Scimitar in esposizione sul ponte di volo della portaerei USS Intrepid, ora sede dell'Intrepid Sea-Air-Space Museum, ormeggiata sulla baia di New York.

Lo Scimitar era costruito secondo la regola delle aree, che dava alla fusoliera la minore resistenza possibile in regime transonico/supersonico; ciò nonostante l'aereo non risultò in grado di superare il muro del suono in volo livellato ma solo in picchiata.
L'ala era a freccia di media angolazione, con larga corda e ampia superficie, cosa che dava un carico alare relativamente basso. Esistevano ipersostentatori "soffiati" sul bordo d'uscita, ovvero con un'azione potenziata con i gas prelevati dai turbogetti attraverso un condotto, mentre sul bordo d'attacco erano presenti "denti di cane" per migliorare il comportamento in volo, come anche paretine antiscorrimento a metà ala.
Anche i piani di coda avevano una conformazione simile, con quelli orizzontali, curiosamente ad angolo di diedro negativo, che si sorreggevano nella parte bassa del timone verticale, elegantemente conformato con una freccia elevata e corda ridotta.
La formula propulsiva prevedeva due potenti motori Avon, turbogetti di considerevole successo all'epoca, le cui prese d'aria erano situate dietro l'abitacolo, in una posizione tradizionale. I condotti di scarico erano incassati in strutture d'acciaio protettive, semi affogate nella fusoliera, molto larga per contenere sia i motori accoppiati che il carburante, probabilmente non meno di 5 000 litri.
Il pilota aveva un abitacolo che offriva un'ottima visibilità, con un tettuccio a bolla molto elevato sulla fusoliera, che terminava a prua con un piccolo muso che, se non ostacolava la visione in avanti, non possedeva altro che un piccolo radar telemetrico e la sonda per il rifornimento in volo.
Le armi comprendevano quattro cannoni ADEN da 30 mm e 1 800 kg di carico in quattro piloni subalari. I cannoni erano dietro l'abitacolo e disponevano probabilmente di 500 colpi complessivi. Le armi potevano comprendere vari missili come gli AIM-9 Sidewinder e i Bullpup statunitensi, 96 razzi aria-terra o un'arma nucleare.

## Utilizzatori
Regno Unito
- Fleet Air Arm (Royal Navy)